# Roundwood
Roundwood (Iers: An Tochar) is een plaats in het Ierse graafschap Wicklow.
Roundwood ligt op de kruising van de R755 (van Kilmacanogue naar Rathdrum), de R764 (naar Ashford) en de R765 (naar Newtownmountkennedy).
Het dorp ligt op een hoogte van 238 m, waarmee het de status heeft van het hoogste dorp van Ierland.
Roundwood heeft een nauwe band met twee voormalige presidenten van Ierland: Seán Thomas O'Kelly heeft er gewoond en Erskine Hamilton Childers ligt begraven op het Derralossary kerkhof in de buurt.
Ten oosten van het dorp liggen 2 grote stuwmeren (de Vartry Reservoirs) in de vallei van de Vartry.